# Hailin
Hailin är en stad på häradsnivå som lyder under Mudanjiangs stad på prefekturnivå i Heilongjiang-provinsen i nordöstra Kina. Den ligger omkring 230 kilometer sydost om provinshuvudstaden Harbin. 